# Stippeltjeswier
Stippeltjeswier (Nitophyllum stellato-corticatum) is een roodwier uit de klasse Florideophyceae. De wetenschappelijke naam van de soort werd voor het eerst in 1932 geldig gepubliceerd door Kintarô Okamura.

## Kenmerken
Stippeltjeswier, die tot 30 cm lang kan uitgroeien, is lichtrood tot roze van kleur. Het thallus (plantvorm) bestaat uit bladeren die onregelmatig vertakt zijn. Het thalus van deze soort is één cellaag dik en heeft geen nerven. De voortplantingsorganen liggen verspreid over het blad, wat een stippeltjes-effect kan geven.

## Verspreiding
Stippeltjeswier komt oorspronkelijk uit het Aziatische gebied van de Grote Oceaan, zoals Japan en Korea. Via aquacultuur of aangroei op schepen heeft deze exoot zich ook in de Oosterschelde gevestigd.